# 石川陽造
石川 陽造（いしかわ ようぞう、1940年11月24日 - ）は、愛媛県伊予三島市（現・四国中央市）出身の元プロ野球選手（投手）。

## 経歴
高松商では岡村浩二とバッテリーを組み、2年時の1957年に春の選抜へ出場。準々決勝まで勝ち進むが、倉敷工の渡辺博文に抑えられ敗退。3年時の1958年には春季四国大会決勝で徳島商の板東英二と投げ合い、両者とも得点を許さぬまま延長25回まで進み、2-0で優勝を飾る。同年には夏の甲子園にも出場し、この大会でもベスト8まで進出したが、作新学院に延長11回敗退。同年の富山国体にも出場、決勝まで進むがまたも作新学院に敗れる（日程が雨天順延で遅れ、決勝はオープン戦となり記録上は二校優勝）。2年下のチームメートに控え内野手であった山口富士雄がいる。
卒業後は岡村と共に立教大学に進学し、東京六大学野球リーグでは1年生の1959年春季リーグから活躍。同年秋季リーグでは立東3回戦でノーヒットワンランを記録、リーグ優勝に貢献する。岡村以外の大学同期に太田紘一（2年で中退）、岡本凱孝がいた。
大学を3年で中退し、1961年暮れに東映フライヤーズへ入団。1年目の1962年に初登板を果たす。2年目の1963年には先発陣に入り、シュートを武器に自己最高の16勝を挙げる。同年はリリーフもこなし、球団最多の65試合に登板。オールスターゲームにも出場した。翌1964年も先発として起用されるが、5勝に終わる。その後は登板機会が減少し、1966年からは二軍暮らしに終始し、1968年に引退。
引退後は元プロ野球選手の荒井健が開発した「鶴ヶ島ゴルフ倶楽部」の支配人になった。

## 詳細情報

### 年度別投手成績
| 年 度     | 球 団     | 登 板 | 先 発 | 完 投 | 完 封 | 無 四 球 | 勝 利 | 敗 戦 | セ 丨 ブ | ホ 丨 ル ド | 勝 率 | 打 者 | 投 球 回 | 被 安 打 | 被 本 塁 打 | 与 四 球 | 敬 遠 | 与 死 球 | 奪 三 振 | 暴 投 | ボ 丨 ク | 失 点 | 自 責 点 | 防 御 率 | W H I P |
| --------- | --------- | ----- | ----- | ----- | ----- | -------- | ----- | ----- | -------- | ----------- | ----- | ----- | -------- | -------- | ----------- | -------- | ----- | -------- | -------- | ----- | -------- | ----- | -------- | -------- | ------- |
| 1962      | 東映      | 2     | 0     | 0     | 0     | 0        | 0     | 0     | --       | --          | ----  | 13    | 3.0      | 3        | 0           | 1        | 0     | 0        | 3        | 0     | 0        | 1     | 1        | 3.00     | 1.33    |
| 1963      | 東映      | 65    | 23    | 11    | 2     | 1        | 16    | 13    | --       | --          | .552  | 1074  | 275.2    | 219      | 16          | 52       | 3     | 11       | 155      | 4     | 0        | 90    | 78       | 2.54     | 0.98    |
| 1964      | 東映      | 42    | 16    | 2     | 1     | 0        | 5     | 8     | --       | --          | .385  | 676   | 164.2    | 153      | 10          | 47       | 5     | 6        | 61       | 1     | 0        | 61    | 48       | 2.62     | 1.21    |
| 1965      | 東映      | 15    | 6     | 1     | 1     | 0        | 3     | 3     | --       | --          | .500  | 205   | 48.2     | 48       | 3           | 12       | 1     | 1        | 14       | 0     | 0        | 19    | 18       | 3.31     | 1.23    |
| 通算：4年 | 通算：4年 | 124   | 45    | 14    | 4     | 1        | 24    | 24    | --       | --          | .500  | 1968  | 492.0    | 423      | 29          | 112      | 9     | 18       | 233      | 5     | 0        | 171   | 145      | 2.65     | 1.09    |

### 記録
- オールスターゲーム出場：1回 （1963年）

### 背番号
- 28 （1962年 - 1964年）
- 14 （1965年 - 1968年）